# Moderaterne
Moderaterne är ett danskt politiskt parti som grundats av Lars Løkke Rasmussen, som tidigare varit statsminister och partiledare för Venstre. Løkke lanserade partiet och presenterade namnet på Danmarks grundlagsdag, den 5 juni 2021. I folketingsvalet 2022 blev partiet Danmarks tredje största, med 9,3 % av rösterna. Moderaterne är sedan december 2022 ett av tre partier som ingår i regeringen Frederiksen II.

## Historik
Lars Løkke Rasmussen petades som partiledare för Venstre i augusti 2019, men satt kvar som folkvald i Danmarks parlament, Folketinget. I samband med att han släppte sina memoarer hösten 2020 började spekulationer att han skulle lämna Venstre och starta ett nytt parti. I januari 2021 lämnade han partiet, men satt kvar som politisk vilde och han startade Foreningen af 8. januar 2021 som presenterade den digitala plattformen Det Politiske Mødested, ungefär "Den politiska mötesplatsen". Föreningen sände webbinarer om politik, och den önskade att besökarna skulle bli medlemmar genom att ange uppgifter om sig själv och då få nyheter skickade till sig. I april 2021 bekräftade han att han skulle starta ett nytt parti och att omkring 16 000 personer var medlemmar av föreningen. Det nya partiet hade det svenska partiet Moderaterna under Fredrik Reinfeldts ledning som inspiration och förebild.
Partiets namn, Moderaterne, godkändes av den danska valnämnden, Valgnævnet i Indenrigsministeriet, i juni 2021. För att få ställa upp i folketingsval började partiet samla in underskrifter, "vælgererklæringer". De behövde 20 185 stycken enligt danska vallagar, vilket motsvarar 1/175 av antalet röster i det närmast föregående danska valet, 2019, och partiet nådde det målet i september 2021. I januari 2022 lanserades partiet officiellt och det gick att bli medlem samt att partiet öppnade en webbsida och släppte en medlemstidning. I mars meddelade Lars Løkke Rasmussen att underskriftsinsamlingen var officiellt avslutad och de fick formellt godkännande av Indenrigsministeriet för att delta i folketingsval. Eftersom Lars Løkke Rasmussen var ledamot i Folketinget när partiet godkändes, som partilös men invald när han var medlem i Venstre, kunde Moderaterne räkna hans mandat som deras.

## Folketingsvalet 2022
I sitt första val, Folketingsvalget 2022, fick partiet lite drygt 9 % av rösterna, vilket ledde till 16 mandat. De valde att ingå i en ny blocköverskridande koalitionsregering, Frederiksen II, tillsammans med Socialdemokratiet och Venstre.

## Politik
Partiet beskriver sig som ett mittenparti. I april 2021 sa Lars Løkke Rasmussen att partiet avser att skapa "framsteg och förändringar i skärningspunkten mellan en höger som plågas av värdefrågor (værdipolitik) och en vänster som håller fast vid en föråldrad uppfattning om individ och stat".